# Луп Сантюль (виконт Беарна)
Луп Сантюль (фр. Loup Centulle, баск. Lope Zentulo, лат. Luponis Centuli; умер около 905 года) — первый достоверно известный виконт Беарна.

## Биография
О первых виконтах Беарна известно очень мало. Согласно «Истории Гаскони» аббата Монлезёна, Луп Сантюль был внуком виконта Беарна Сантюля Лупа (ум. ок. 844). Однако существование Сантюля Лупа подвергается сомнению, поскольку он известен только по «Хартии Алаона», которая в настоящее время считается поздней подделкой. Первые сообщения о виконтах Беарна в достоверных исторических источниках появляются только во второй половине IX века.
По сообщению Монлезёна, Луп Сантюль претендовал на Гасконское герцогство, однако гасконцы предпочли выбрать герцогом Санша Митарру, в результате чего Луп Сантюль был вынужден бежать в Кастилию. Однако данное сообщение хронологически недостоверно.
Луп Сантюль упоминается среди нескольких гасконских правителей, которые заверили дарственную хартию вдовы графа Бигорра Доната Лупа монастырю Сен-Оренс-де-Лаведан, датированную 865 годом. Кроме того, Луп Сантюль упомянут в недатированной дарственной хартии, данной герцогом Гаскони Гильомом Саншем монастырю Сен-Винсент-де-Люк. На основании этого документа в настоящее время считается, что виконтство Беарн было основано в период между 864 и 880 годом.

## Брак и дети
Имя жены Лупа Сантюля неизвестно. Дети:
- Сантюль II (ум. ок. 940), виконт Беарна[4]